# Tablao De Carmen
Le Tablao de Carmen est un tablao flamenco créé en hommage à Carmen Amaya.
Il est situé dans le quartier andalou du Poble Espagnol de Barcelone, sur la montagne de Montjuïc à Barcelone, Espagne. Un salon restaurant avec un menu espagnol.

## Histoire

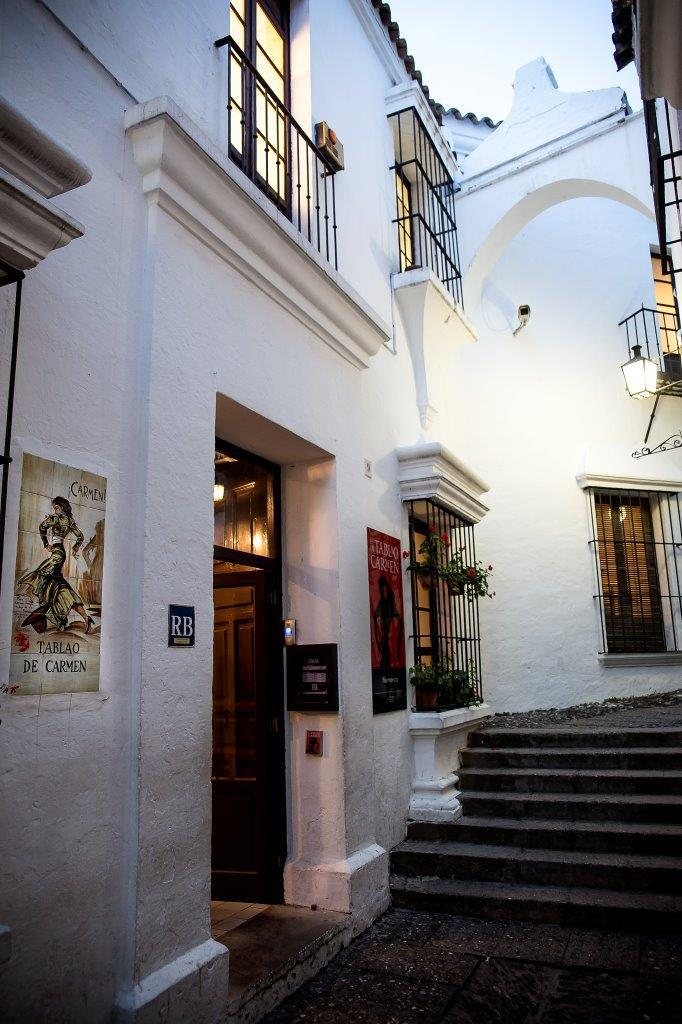
Tablao De Carmen

En 1988, Sunchy Echegaray fonde le Tablao del Carmen, en pleine période de préparation des JO de Barcelone. A cette époque, Barcelone se développe autour de l'urbanisme, du design, de l'avenir technologique. Dans un contexte où innovation et modernité sont revalorisés, le Tablao del Carmen opte pour un style classique traditionnel et met en avant l'authenticité d'un lieux de vie flamenco. 
L'objectif de la fondatrice a toujours été de créer un lieu qui serait une taverne taverne avec du flamenco, représentant l'atmosphère naturelle du flamenco et qui honorerait la mémoire de  Carmen Amaya.

## Le nom
«Carmen», pour Carmen Amaya. Le Tablao de Carmen a été conçu en hommage à la bailaora Carmen Amaya (Barcelone, 2 novembre 19181 - Begur,  Gérone, 19 novembre 1963), une amie de la famille fondatrice.

## Flamenco
Le flamenco est un genre musical, une discipline artistique qui englobe le chant, la danse et le jeu de la guitare. Selon la Real Academia Española, le cante flamenco est «l'action et l'effet de chanter n'importe quelle chanson populaire andalouse». La danse est la danse qui accompagne le chant. Et le toque, «l'action et l'effet de jouer de la guitare flamenca».
Dans un tablao traditionnel, le spectacle flamenco est conçu comme une succession de différentes interprétations de diverses mesures, par les musiciens et les danseurs. L'interprétation de chaque artiste est indépendante de la précédente et de celle qui suivra. Chacune des différentes danses ou chansons interprétées exprime des sentiments différents.
La mise en scène est entre les mains du son des cordes de la guitare, du rythme des applaudissements, des gestes du danseur, des coups de talon et du silence.
Lorsque le flamenco se termine par la fin de fiesta des bulerías, on comprend que ce qui a été conclu n'a pas été la narration d'une histoire, mais une démonstration culturelle.

## Carmen Amaya
De parents gitans et d'origine modeste, Carmen Amaya a grandi dans le Somorrostro, bidonville marginal de Barcelone, situé à l'époque entre les voies ferrées et la mer, démoli en 1963.
Son père était un guitariste de flamenco connu sous le nom de «Chino». Il l'emmenait travailler avec lui pendant des heures, et pendant qu'elle chantait et dansait, il la guidait et la corrigeait. Carmen développe son propre style, dansant sur le sable de la plage du Somorrostro et accompagnant son père dans les bars et les tavernes pour gagner quelques pièces. Peu à peu, les contrats et les représentations dans les théâtres locaux se multiplient.
À l'âge de 11 ans, Carmen et sa famille se produisent en l'honneur du roi Alphonse XIII en 1929, à l'occasion de l'inauguration du Poble Espanyol. «Les responsables du protocole de la Maison royale ont demandé à Carmen de s'adresser au monarque en l'appelant «Majesté». Dès que le chef de l'État est apparu, la bailaora s'est avancée et lui a dit d'une voix forte: «Va por usté, zeñó rey"... À partir de ce jour, l'amitié entre le roi détrôné et la reine de la danse fut indéfectible...» Le magazine El Mundo a écrit dans son article «Los recuerdos ocultos de Carmen Amaya» (Les souvenirs cachés de Carmen Amaya).
À l'âge de 12 ans, elle faisait déjà partie de l'une des plus importantes compagnies de danse de l'époque. Son ascension a été fulgurante et internationale, et de son vivant, elle est devenue une légende dont la réputation perdure encore aujourd'hui. Carmen a triomphé dans les grands théâtres d'Europe, des États-Unis et d'Amérique du Sud.
Elle a été saluée par des personnalités du XXe siècle telles que Charlie Chaplin, Fred Astaire, Picasso, Jean Cocteau, Orson Welles, Marlon Brando, le président américain Franklin Roosevelt...